# La Rosilla
La Rosilla är en ort i Mexiko.   Den ligger i kommunen Guanaceví och delstaten Durango, i den centrala delen av landet, 1 000 km nordväst om huvudstaden Mexico City. La Rosilla ligger 2 713 meter över havet och antalet invånare är 199.
Terrängen runt La Rosilla är huvudsakligen kuperad, men den allra närmaste omgivningen är platt. La Rosilla ligger nere i en dal.  Trakten runt La Rosilla är nära nog obefolkad, med mindre än två invånare per kvadratkilometer. Närmaste större samhälle är El Cócono, 10,7 km söder om La Rosilla. I omgivningarna runt La Rosilla växer huvudsakligen savannskog.